# Lago Zoar
Il lago Zoar è un lago artificiale americano del Connecticut, situato nel territorio delle contee di Fairfield e New Haven. Si è formato dopo la creazione della diga di Stevenson Dam, di cui fa parte l'omonima centrale idroelettrica Stevenson Dam Hydroelectric Plant. Confinano con il lago le città di Monroe, Newtown, Oxford e Southbury.
Il lago è stato creato inondando un'area chiamata "Pleasantvale" o "Pleasant Vale", che faceva parte di Oxford e Stevenson.